# 圖斯塔內峰
圖斯塔內峰（英語：Tustane Peaks），是南極洲的山峰，位於毛德皇后地的朗希爾德公主海岸，處於科姆斯冰川源頭，屬於南龍達訥山脈的一部分，現時由南極條約體系管理。

## 外部連結
- 本条目引用的公有领域材料来自美国地质调查局的文档 《圖斯塔內峰》 （資料來自地名信息系统）。

72°8′S 25°17′E / 72.133°S 25.283°E